# Bolesław Gendera
Czesław Bolesław Gendera (ur. 14 maja 1918 w Poznaniu, zm. 18 listopada 1997 tamże) – polski piłkarz, reprezentant kraju, napastnik. Jako podstawowego używał drugiego imienia.

## Kariera klubowa
Pierwsze kroki w piłce nożnej zaczął stawiać w KS Sława. Mając 14-ście lat trafił do juniorskiej drużyny Warty Poznań. Od 1935 z przerwą na II wojnę światową do 1952 był piłkarzem Warty. W 1947 sięgnął po tytuł mistrza Polski.

## Kariera reprezentacyjna

### Reprezentacja Polski
W reprezentacji Polski wystąpił tylko raz, w rozegranym 25 września 1938 spotkaniu z Łotwą, które Polska przegrała 1:2.

### Reprezentacja Poznania
Do 1952 roku zagrał w 45 spotkaniach w reprezentacji Poznania.

## Mecze w reprezentacji Polski A
| L.p. | Data             | Miejsce     | Gospodarz | vs | Gość   | Wynik | Bramki | Uwagi      |
| ---- | ---------------- | ----------- | --------- | -- | ------ | ----- | ------ | ---------- |
| 1.   | 25 września 1938 | Ryga, Łotwa | Łotwa     | -  | Polska | 2:1   | −      | towarzyski |

## Kariera trenerska
Po zakończeniu przygody z piłką nożną był trenerem Polonii Poznań i Energetyka Poznań.
Został pochowany na cmentarzu Miłostowo w Poznaniu.